# بانک جزیره مان
بانک جزیره‌مان (انگلیسی: Isle of Man Bank) شرکت خدمات مالی و بانکداری بریتانیایی است، که در سال ۱۸۶۵ تأسیس شد.